# Droste (entreprise)
Droste BV (/drɔstə/) est un fabricant de chocolat néerlandais. Son siège et son usine sont situés dans le village de Vaassen, dans la province de Gueldre. En 1997, Droste a été absorbée par la société allemande spécialisée en confiserie, Hosta (de), dont elle constitue une division indépendante.

## Historique

### Débuts
La société Droste a été fondée par le boulanger-pâtissier Gerardus Johannes Droste à Haarlem en 1863, date à partir de laquelle il commence à vendre divers types de bonbons, y compris des chocolats plats de forme circulaire qu'il appelle les « pastilles de chocolat » et qui sont toujours vendues aujourd'hui. En raison de son succès grandissant et du manque de place dans l'ancien bâtiment, la firme GJ Droste ouvre en 1890 une usine au bord de la rivière Spaarne ce qui permet de faire venir les matières premières comme de procéder aux expéditions par voie fluviale.
En 1897, la direction de l'usine Droste est reprise par les fils de Gerardus J. Droste. Entretemps, l'assortiment de Droste s'était étendu à de nombreux produits à base de cacao et de chocolat, y compris les célèbres lettres de chocolat hollandaises. L'entreprise s'était également taillée une part de marché significative aux Pays-Bas et à l'étranger malgré la concurrence de concurrents plus importants. Au début du XXe siècle, l'entreprise exporte ses produits vers la Belgique, l'Allemagne et la France et, en 1905, elle entre sur le marché américain. 

### La boîte à l'infirmière et l'effet Droste
La boîte de chocolat en poudre Droste portant la célèbre illustration de l'infirmière portant un plateau avec une tasse de chocolat au lait et une boîte de chocolat en poudre Droste, est apparue pour la première fois vers 1900. Cette illustration a sans doute été créée par Jan (Johannes) Musset, s'inspirant d'un pastel de Jean-Étienne Liotard connu sous le nom de La Belle Chocolatière. L'image, qui voulait souligner l'effet bénéfique pour la santé du lait au chocolat, allait devenir emblématique de la marque Droste. Le fait que l'illustration inclut sa propre représentation induisant un effet de mise en abyme est connu aujourd'hui sous le nom d'effet Droste, précisément à cause de cette illustration,.

### Première et Seconde Guerre mondiale

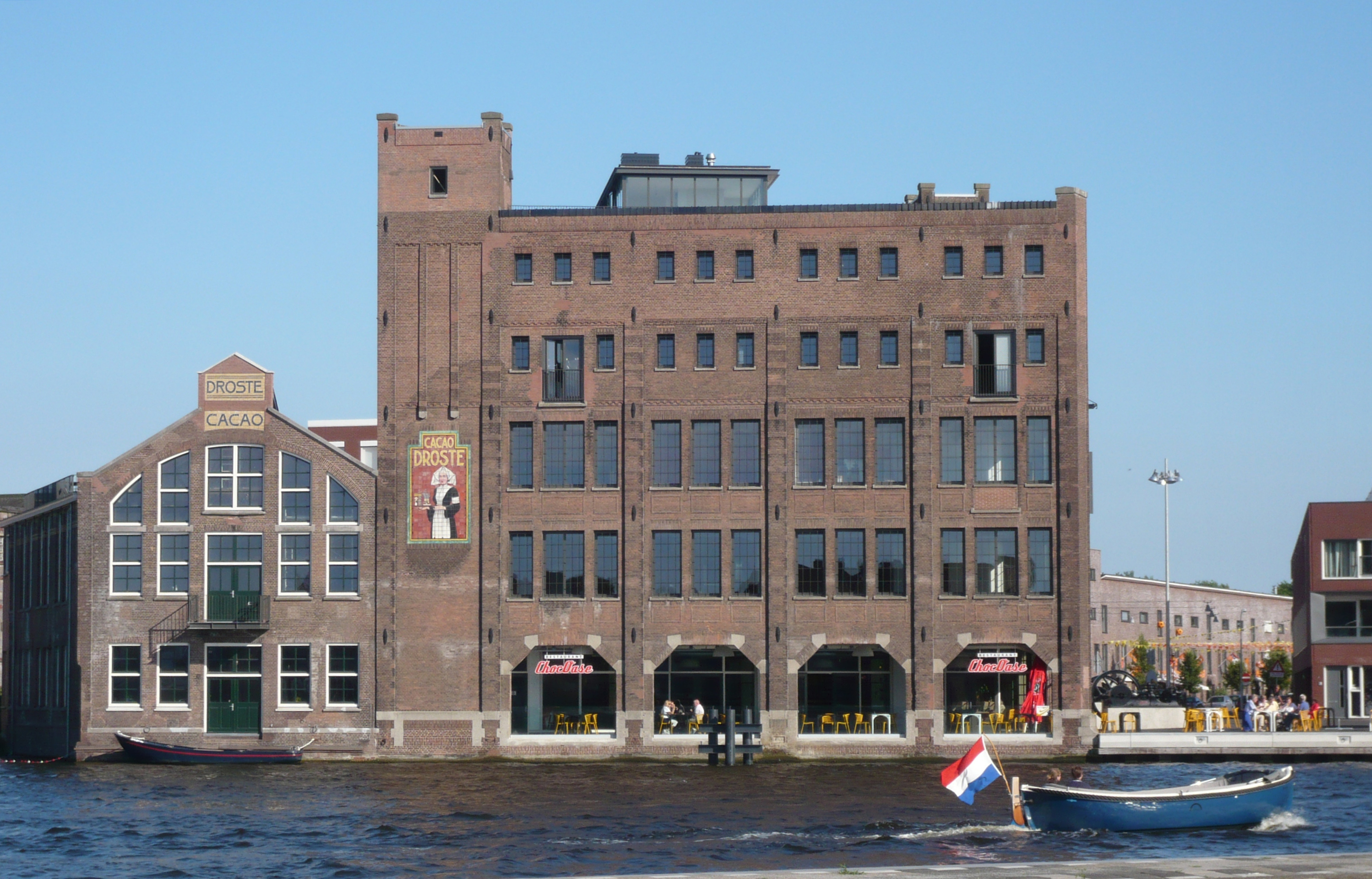
L'ancienne usine Droste sur la rivière Spaarne à Haarlem, 2010. Elle a été réhabilitée et transformée en logements en 2008.

Pendant la Première Guerre mondiale, les matières premières étaient difficiles à trouver, entraînant de graves difficultés de production. À la fin de la guerre, la direction de Gerardus Johannes Droste junior a lentement vu la production et le chiffre d'affaires de l'entreprise s'améliorer. En 1920, l'entreprise fut transformée en une société anonyme appelée Droste's Cacao- en Chocoladefabrieken NV et en 1930, plus de 800 employés travaillaient dans l'usine de Spaarne. À cette époque, un groupe de 25 vendeurs voyageait à travers les Pays-Bas pour promouvoir les produits Droste auprès des confiseries. La notoriété de la marque n'est pas restée limitée aux Pays-Bas car elle est devenue de plus en plus connue à l'étranger, ce qui a entraîné la création de bureaux Droste dans le monde entier, comme à Londres, Paris, Prague, New York, Chicago et Boston. De 1920 à 1940, les produits Droste sont distribués dans le monde entier par bateaux et trains.
En 1932, Droste subit à nouveau un revers, cette fois en raison d'un krach boursier. En conséquence, l'entreprise a été contrainte de réduire la semaine de travail de 48 heures à 42,5 heures. Cela a empiré pendant la Seconde Guerre mondiale, lorsqu'un bombardement allié a gravement endommagé l'atelier d'emballage carton de l'entreprise. Cela a conduit à l'arrêt de la production et des ventes.

### Après-guerre
Droste ne se remet que lentement de la guerre car les matières premières sont encore rares, empêchant l'entreprise d'exporter ses produits car la qualité souhaitée ne peut être atteinte. C'est seulement à partir de 1950 que des produits de qualité peuvent à nouveau être fournis aux marchés nationaux et étrangers. Entretemps, en 1947, les petits-fils du fondateur, Jan et Martinus Droste, avaient été nommés à la tête de l'entreprise. Sous leur direction, l'entreprise se développe, et, au début des années 1960, Droste compte plus de 1 000 employés. L'entreprise exporte alors 40 % de sa production dans 60 pays différents et ouvre une nouvelle usine en 1961.
En 1964, la société reçoit le privilège de pouvoir s'appeler « royale » et est donc rebaptisée Koninklijke Droste Fabrieken NV. Pendant cette période, la majeure partie du processus de production est automatisée, réduisant considérablement le travail manuel. En 1975, la société est rachetée par le groupe de produits alimentaires et de tabac Van Nelle (nl) détenu conjointement par Madame veuve J. van Nelle et la société new-yorkaise Standard Brands (en). En 1977, Droste est intégrée directement à la Standard Brands. Désormais détenue par une société américaine, elle perd son titre de société royale hollandaise et est renommée Droste Fabrieken BV.

## Situation actuelle
La production de Droste a été transférée à Vaassen en 1986. L'ancienne usine de Haarlem a provisoirement continué à être utilisée pour la production sous le nom de Dutch Cocoa & Chocolate Company BV, mais en 1988 une nouvelle usine a été ouverte à Vaassen. En 1990, Droste a de nouveau changé de propriétaire et a été racheté par la société de sucre et de produits alimentaires CSM. En réalisant des publicités dynamiques et progressives pour Droste, CSM a rajeuni l'image de Droste.
En 1997, Droste a été vendu à Hosta. Sous son nom actuel Droste BV, la société fonctionne comme une business unit indépendante bien qu'elle appartienne à Hosta. Depuis cette dernière reprise, les ventes ont considérablement augmenté et Droste est devenu l'un des plus gros acheteurs de cacao aux Pays-Bas.

## Dans la culture
Dans son livre L'Âge d'homme, Michel Leiris raconte la manière dont cette boîte et son logo lui suggérèrent l'idée d'infini :
« Je dois mon premier contact précis avec la notion d’infini à une boîte de cacao de marque hollandaise, matière première de mes petits-déjeuners. L’un des côtés de cette boîte était orné d’une image représentant une paysanne en coiffe de dentelle qui tenait dans sa main gauche une boîte identique, ornée de la même image, et, rose et fraîche, la montrait en souriant. Je demeurais saisi d’une espèce de vertige en imaginant cette infinie série d’une identique image reproduisant un nombre illimité de fois la même jeune Hollandaise qui, théoriquement rapetissée de plus en plus sans jamais disparaître, me regardait d’un air moqueur et me faisait voir sa propre effigie peinte sur une boîte de cacao identique à celle sur laquelle elle-même était peinte.
Je ne suis pas éloigné de croire qu’il se mêlait à cette première notion de l’infini, acquise vers l’âge de dix ans (?), un élément d’ordre assez trouble : caractère hallucinant et proprement insaisissable de la jeune Hollandaise, répétée à l’infini comme peuvent être indéfiniment multipliées, au moyen des jeux de glace d’un boudoir savamment agencé, les visions libertines. »

## Source
- (en) Cet article est partiellement ou en totalité issu de l’article de Wikipédia en anglais intitulé « Droste » (voir la liste des auteurs).
- (nl) Annemarie Ebeling et Wies Hering, Droste, de geschiedenis van de Haarlemse cacao-en chocoladefabriek [« Droste, l'histoire de l'usine cacaotière et chocolatière de Haarlem »], Haarlem, De Vrieseborch, 1997 (ISBN 9060764331, lire en ligne).